# Feudingen
Feudingen (mundartlich Färje) ist ein Stadtteil von Bad Laasphe im nordrhein-westfälischen Kreis Siegen-Wittgenstein. Feudingen besteht aus den Siedlungen Feudingen und Feudingerhütte.

## Geographie

### Geographische Lage
Feudingen liegt am Oberlauf der Lahn, südöstlich des Hauptkamms des Rothaargebirges, das Teil des Rheinischen Schiefergebirges ist, und grenzt an die ebenfalls zur Stadt Bad Laasphe gehörenden Orte Volkholz, Rückershausen, Bermershausen und Banfe.

### Gewässer
Feudingen wird von West nach Ost von der Lahn durchflossen. Zwischen Feudingen und Feudingerhütte mündet die Ilse in die Lahn. Außerdem münden in Feudingen Kalterbach, Auerbach, Welsenbach und Feudinge in die Lahn. In der Nähe von Feudingen befindet sich das Quellgebiet von Sieg, Eder und Lahn.

## Geschichte
1218 wurde Feudingen erstmals urkundlich erwähnt in einer Schenkungsurkunde des Adligen und Plebans Einolf (oder Eginolf) von Feudingen an das Kloster Haina. Die Schenkung wird in dieser Urkunde vom Mainzer Erzbischof Siegfried II. bestätigt. Das Original der in lateinischer Sprache geschriebenen Urkunde befindet sich im Hessischen Staatsarchiv Marburg. Hier findet sich auch der erste urkundliche Beleg für die Feudinger Mühle, die älteste aller wittgensteinischen Mühlen.
1396 wird das Feudinger Adelsgeschlecht zum letzten Mal erwähnt. Später waren die Feudinger Bauern als Lehnsleute verschiedener Herren aus Hainchen und Saßmannshausen mehreren Rittern gegenüber zinspflichtig. Ende des 14. Jahrhunderts erwarben die Wittgensteiner Grafen zunächst die Vogteirechte und kurze Zeit später auch die Lehnsherrschaft. Außerdem erwarb auch die Kirche St. Martin ab der Mitte des 15. Jahrhunderts Grundbesitz in Feudingen. Die auf einem Hügel erbaute Kirche war lange Zeit der Siedlungskern des Ortes.
Bis 1618 waren nördlich und östlich der Kirche 44 Wohnhäuser gebaut worden. Wegen des jährlich auftretenden Hochwassers wurde das darunter gelegene Tal der Lahn als Standort für Wohnhäuser gemieden.
Der damalige Landesherr, Ludwig II. zu Sayn-Wittgenstein, stand mit Wittgenstein als reformiertem Reichsstand im Dreißigjährigen Krieg auf Seiten der Protestantischen Union. Die Bewohner Feudingens blieben vom unmittelbaren Kriegsgeschehen verschont, dennoch litten sie durch Truppendurchzüge und -einquartierungen, Hunger und Kriegssteuern unter dem Krieg. Da Feudingen „verkehrsgünstig“ an einer der Durchzugsstraßen lag, wurden die Einwohner mehrfach Opfer plündernder Truppen.
1741 wurde ein Großteil des Dorfes von einer verheerenden Feuersbrunst zerstört. Innerhalb von nur zwei Stunden brannten 65 Gebäude nieder, darunter 33 Wohnhäuser und das Schulhaus. Augenzeugenberichte, die im Fürstlichen Archiv von Bad Laasphe archiviert sind, lassen vermuten, dass das Feuer durch eine Böenwalze eines starken Gewitters verursacht wurde.
Der Bau der Sieg-Lahn-Straße (heute Landesstraße L 719) im Jahre 1856, die zur linken Lahnseite einen Damm gegen das Hochwasser bildete, führte zur Ansiedlung von Geschäften und Werkstätten außerhalb des alten Ortskerns.

Panorama Feudingen

Im Jahr 1885 hatte Feudingen 163 Wohnhäuser mit 930 Einwohnern, Feudingerhütte hatte 20 Wohnhäuser mit 132 Bewohnern. Sieben weitere Wohnplätze, die heute teilweise mit dem Hauptdorf verschmolzen sind, hatten insgesamt 14 Wohnhäuser mit 68 Einwohnern.
1888 brachte der Bau der Oberen Lahntalbahn von Erndtebrück nach Laasphe auch die Ansiedlung kleinerer Industriebetriebe mit sich.
Nach langen Planungen wurde in Feudingen 1901 erstmals eine Wasserleitung gebaut, da die bis dahin vorhandenen Brunnen längst nicht mehr den hygienischen Anforderungen entsprachen. Wegen unsachgemäßer Ausführung der Arbeiten musste aber schon 1906 ein Ergänzungsprojekt erstellt werden. 1911 erhielt dann auch Feudingerhütte eine Wasserleitung.
Vom Kriegsgeschehen des Zweiten Weltkriegs blieb Feudingen weitgehend verschont, an der Front starben jedoch 108 Feudinger Bürger. Erst am 20. März 1945 erfolgte ein Luftangriff amerikanischer Streitkräfte. Ziel des Angriffs war ein mit V-Waffen beladener Zug, der bei einem Aufklärungsflug am Vortag entdeckt worden war. Am 31. März 1945 wurde der Ort dann von US-Streitkräften besetzt. Widerstand gab es dabei kaum, sodass es keine zivilen Opfer durch Kampfhandlungen gab.
Bis zur kommunalen Neugliederung war Feudingen eine selbstständige Gemeinde. Am 1. Januar 1975 wurde Feudingen ein Stadtteil von (Bad) Laasphe.
Im heimischen Sprachgebrauch wird der Oberlauf der Lahn auch als Oberes Lahntal bezeichnet, welches geografisch erst ab der Kernstadt beginnt.

### Einwohnerentwicklung

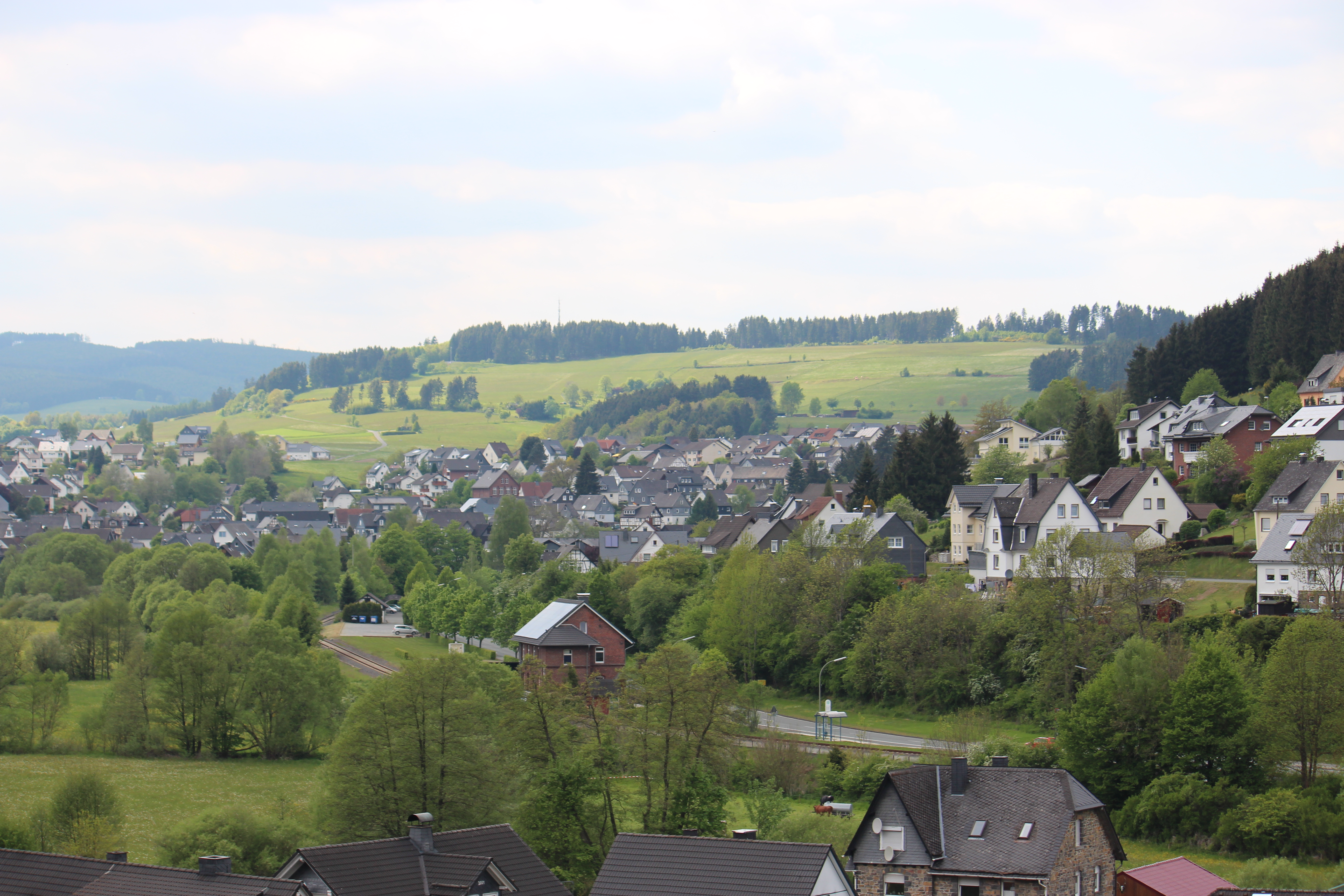
Feudingen

- 1885: 1130 Einwohner in 197 Häusern
- 1961: 2474 Einwohner[1]
- 1970: 2526 Einwohner[1]
- 1974: 2523 Einwohner[2]
- 2007: 2385 Einwohner
- 2019: 2116 Einwohner

## Politik

### Wappen
| Wappen der ehemaligen Gemeinde Feudingen, Kreis Wittgenstein | Blasonierung: „Gespalten von Silber (Weiß) und Schwarz ein hersehender Hirschkopf in verwechselten Tinkturen.“ |
| Wappen der ehemaligen Gemeinde Feudingen, Kreis Wittgenstein | Wappenbegründung: Das Wappen wurde 1968 vom nordrhein-westfälischen Innenminister genehmigt. Es wurde schon im frühen 13. Jahrhundert von den Feudinger Rittern getragen. Einer Überlieferung zufolge soll das in den Farben grün und weiß geschehen sein, jedoch ist keine farbliche Darstellung aus dieser Zeit überliefert. Die Farben Silber und Schwarz sind die Farben Wittgensteins. |

Mit der Eingemeindung nach Laasphe 1975 verlor das Wappen seine rechtliche Gültigkeit; das alte Wappen wird nur noch „inoffiziell“ getragen und ist außerdem Teil verschiedener Vereinswappen Feudingens.

## Kultur und Sehenswürdigkeiten

### Evangelische Kirche

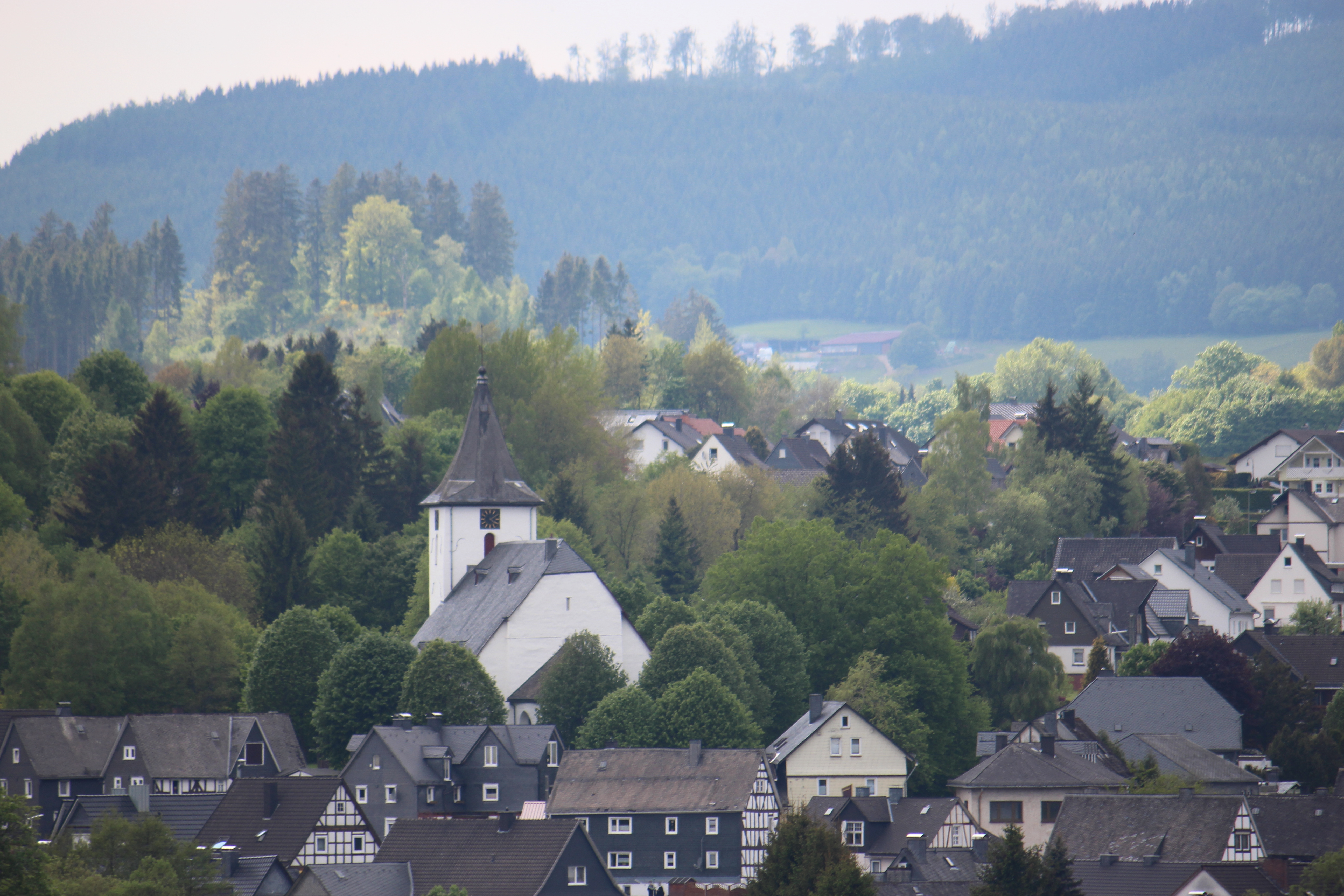
Evangelische Kirche Feudingen

Die evangelische Kirche in Feudingen ist eine spätromanische dreischiffige Hallenkirche aus dem 13. Jahrhundert. Sie ist das älteste erhaltene Gebäude des Dorfes und war ursprünglich dem Heiligen Martin von Tours geweiht.
In den vorderen Gewölben finden sich Ornamente, die um das Jahr 1250 datiert wurden, im Chorraum sind alte Fresken (um 1450) zu sehen. Interessant ist auch eine Tafel aus dem Jahre 1714, die von einem jahrelangen Streit um die Sitzplätze in der Kirche berichtet.
Außerdem befinden sich in Feudingen die am weitesten zurückreichenden Kirchenbücher Westfalens: die Aufzeichnungen des Sterberegisters beginnen bereits 1523.

### Katholische Kirche
Die Filialkirche unterstand dem Patrozinium des Michael, sie wurde ab 1963 nach Plänen des Architekten Heinrich Schäfer errichtet. Das Gebäude stand auf einem rechteckigen Grundriss und war mit einem Satteldach gedeckt, das auf der Bergseite unter dem weiter nach unten gezogenen Dach eine Kapelle und die Sakristei überdachte. Der Turm stand talseitig, er trug ein quer gestelltes Satteldach. Auffallend war das große Rundfenster auf der Giebelseite. Im Innenraum fasste eine Decke aus Holz den Altarraum und das Schiff zusammen. Ernst Suberg fertigte das Mosaik und die Glasbilder an. Die insbesondere für schlesische Kriegsflüchtlinge erbaute katholische Kirche wurde 2007 letztlich mangels noch ausreichend vorhandener Gemeindemitglieder aus finanziellen Gründen abgerissen.

### Heimatmuseum Oberes Lahntal
Das Heimatmuseum Oberes Lahntal ist im Gebäude der alten Volksschule untergebracht. Hier findet man überwiegend Ausstellungsstücke, die das alte Handwerk aus der Region um das Jahr 1900 zeigen. Aber auch historische Bücher, Fossilien und Bodenfunde, kunstvoll gestaltete Zinn- und Kupfersärge aus dem 17. Jahrhundert usw. sind hier zu sehen.

### Sport
Feudingen verfügt mit dem sogenannten Tannenwaldstadion über einen Sportplatz mit Kunstrasen.

## Persönlichkeiten
- Heinrich Brandt (1886–1954), Mathematiker
- Fritz Heinrich (1921–1959), Politiker (SPD)
- Werner Schneider (1935 – 2022), Designer und Kalligraf
- Klaus Müller-Domnick (1937–2000), Kunsterzieher, Bildhauer und Grafiker
- Carl Walter Loth (* 1954), Bildhauer